# You Are My Sister
You Are My Sister è un EP del gruppo musicale Antony and the Johnsons, pubblicato nel 2005.

## Tracce
Edizione Secretly Canadian
1. You Are My Sister – 4:00
2. Poorest Ear – 3:39
3. Forest of Love – 4:28
4. Paddy's Gone – 3:00

Edizione Rough Trade
CD1
1. You Are My Sister – 4:00
2. Poorest Ear – 3:39

CD2
1. You Are My Sister – 4:00
2. Forest of Love – 4:28
3. Paddy's Gone – 3:00
4. You Are My Sister (video) – 4:00